# Латем, Ливен ван
Ливен ван Латем (нидерл. Lieven van Lathem; около 1438, Гент, Фландрия — 1493, Антверпен, Брабант) — нидерландский художник и иллюстратор манускриптов второй половины XV столетия, современник Яна ван Эйка. 

## Биография
Родился в городке Синт-Мартенс-Латем в ближайших окрестностях Гента. Работал сперва в Генте и Антверпене, где состоял членом местных гильдий Святого Луки (художественных гильдий), а затем — при дворе герцога Бургундского Карла Смелого и его наследников. Во время свадьбы Карла Смелого и Маргариты Йоркской, проходившей в 1468 году в Брюгге, Ливен ван Латем был среди художников, оформлявших эти торжества.
Он имел двоих сыновей, из которых один стал художником, а другой — придворным ювелиром.
Несмотря на то, что по документам хорошо известно, что Латем был автором многих картин и миниатюр для манускриптов, сегодня существуют определённые сложности с дифференциацией его наследия от работ других художников, работавших при бургундском дворе. Так, хотя Латем был автором многих картин, некоторые из которых, вероятно, сохранились, сегодня ему не приписывается с уверенностью ни одна картина.
Также считается, что Латем «приложил руку» к созданию миниатюр из Часослова Марии Бургундской — одной из наиболее изысканных бургундских иллюминированных рукописей, которая была заказана дочерью и наследницей Карла Смелого. Тем не менее, степень участия Латема в оформлении этого часослова неизвестна. Согласно наиболее распространённой версии, основную роль в оформлении этой рукописи сыграл неизвестный по имени Мастер Часослова Марии Бургундской — вероятно, более молодой художник, чья живописная техника была даже более «продвинутой», чем у Латема.
Тем не менее существует ещё несколько роскошных бургундских иллюминированных рукописей, участие Латема в создании которых считается несомненным.

## Миниатюры Ливена ван Латема
- Богоматерь с младенцем и ангелами.
- Мученичество апостола Андрея.
- Святой Мартин Турский дарит нищему свой плащ.
- Снятие с креста
- Святой Георгий и дракон.
- Иоанн Богослов на Патмосе.
- Пир царя Александра Македонского
- Морской бой. Иллюстрация к рыцарскому роману (Roman de Gillion de Trazegnies).